# Pasquale Tosi
Pour les articles homonymes, voir Tosi.
Compléments
Tosi est considéré comme le fondateur de l'Église catholique en Alaska
Pasquale Tosi, né le 25 avril 1837 à San Vito, près de Rimini (Italie) et décédé le 14 janvier 1898 à Juneau en Alaska (États-Unis), est un prêtre jésuite italien, cofondateur de la mission catholique en Alaska. Il fut le premier préfet apostolique de l’Alaska, et comme tel, celui qui établit les structures de l’Église dans cette région.

## Biographie

### Missionnaire aux Etats-Unis
Né le 25 avril 1837, dans la paroisse de San Vito, dans le diocèse de Rimini (Italie). il est ordonné prêtre en 1861 et, souhaitant partir en terre de mission, entre l’année suivante au noviciat des jésuites. En 1865, il arrive aux États-Unis où il est envoyé dans la région des ‘Montagnes Rocheuses’ (Rocky Mountains). Durant une vingtaine d’années il est pasteur et missionnaire auprès des populations indigènes du Nord-Ouest américain.  
Lorsque, en 1886, l’archevêque Charles-Jean Seghers entreprend un voyage missionnaire exploratoire en Alaska il prend pour compagnons les pères Tosi et Louis Robaut. Ce qui ne devait être pour Tosi qu'une simple interruption de son travail parmi les indigènes du Nord-Ouest change radicalement lorsque l’archevêque Seghers est assassiné (28 novembre 1886). 
Les pères Tosi et Robaut passent l'hiver 1886-87 au Canada, au confluent des fleuves Yukon et Stewart. Au printemps 1887, entrant en Alaska, ils apprennent le décès tragique de l'archevêque Seghers. Tosi prend sur lui-même, temporairement la responsabilité des affaires ecclésiastiques dans la région. Mais il rentre dans le Nord-Ouest américain pour y consulter le supérieur de la mission des Montagnes rocheuses’ le jésuite Joseph M. Cataldo. Celui-ci, nommé supérieur de la mission de l'Alaska lui confie la tâche de développer cette mission du Grand Nord.  Ainsi les Jésuites qui n'avaient pas l’intention d’ouvrir un nouveau champ d’action missionnaire se voient contraints de s’investir en Alaska à la suite du meurtre de l’archevêque Seghers. 

### Préfet apostolique de l'Alaska
En 1892, Pasquale Tosi se rend à Rome. Reçu en audience par le Pape Léon XIII il lui fait un rapport sur la situation difficile de l’Église en Alaska. Ému le pape lui répond dans la langue qui leur est commune : « Andate, fate voi da papa in quelle regioni!» ("Allez de l’avant, et faites de vous-même le pape en ces régions!) ». Ce qui est fait deux ans plus tard... Le 27 juillet 1894, le Saint-Siège sépare l'Alaska du diocèse de Vancouver et crée la préfecture apostolique de l’Alaska avec Pasquale Tosi comme préfet apostolique.

### Démission
Physiquement épuisé par les difficiles voyages à travers la vaste région d’Alaska et les rudes conditions de vie dans le Grand Nord, Tosi démissionne le 13 septembre 1897. Il est remplacé comme supérieur de la mission, et préfet apostolique, par le jésuite français Jean-Baptiste René (en). Lorsque le navire qui le ramène à Juneau quitte le port de St. Michael une salve de quatre coups de canon salue le départ de celui qui, malgré sa grande faiblesse souhaitait terminer ses jours parmi le peuple du Grand Nord: il jouissait d'une grande estime dans la population et auprès des autorités civiles.
Sa retraite à Juneau sera brève. Le premier missionnaire et préfet apostolique de l’Alaska, le père Pasquale Tosi meurt le 14 janvier 1898. Il est considéré comme le fondateur de l’Église en Alaska.

## Écrit
- L'Alaska e i suoi primi esploratori, Roma, 1926.